# Сиросато
Сиросато (яп. 城里町 Сиросато-мати) — посёлок в Японии, находящийся в уезде Хигасиибараки префектуры Ибараки. Площадь посёлка составляет 161,73 км², население — 20 375 человек (1 августа 2014), плотность населения — 125,98 чел./км².

## Географическое положение
Посёлок расположен на острове Хонсю в префектуре Ибараки региона Канто. С ним граничат города Мито, Касама, Хитатиомия, Нака и посёлок Мотеги.

## Население
Население посёлка составляет 20 375 человек (1 августа 2014), а плотность — 125,98 чел./км². Изменение численности населения с 1980 по 2005 годы:
| 1980 | 20 461 чел. |  |
| 1985 | 20 437 чел. |  |
| 1990 | 20 721 чел. |  |
| 1995 | 21 979 чел. |  |
| 2000 | 23 007 чел. |  |
| 2005 | 22 993 чел. |  |

## Символика
Деревом посёлка считается Castanopsis sieboldii, цветком — Lilium auratum, птицей — Cettia diphone.